# Télé Star
Télé Star est un hebdomadaire de presse de télévision français publié par Mondadori France. Imaginé par l’éditeur franco-italien Cino Del Duca, (1899-1967), Télé Star est lancé en 9 octobre 1976 par les éditions Mondiales (groupe Cora-Révillon). Le magazine tient son nom de sa ligne éditoriale et de son positionnement commercial, qui privilégie l'actualité des stars. En 2020, Télé Star appartient au groupe Reworld Media.

## Historique
À sa création en 1976, Télé Star apporte un ton nouveau. Pour la première fois, un magazine de télévision français est entièrement en couleur (y compris les programmes eux-mêmes) et les stars sont mises clairement en avant dans un magazine de télévision.
En 1998, les programmes du câble et du satellite font leur apparition. Mais depuis 2000, le magazine doit faire face aux lancements de nouveaux magazines people qui ont entamé son lectorat.
En octobre 2011, le magazine se montre au cœur de l'actualité politique avec un sondage sur le crédit des journalistes face à la politique.
Pour faire face à la concurrence et à la baisse des ventes, Télé Star engage Stéphane Bern et Marina Carrère d'Encausse en juin 2013.
Le magazine commence le lancement des collections CD avec le rockeur Johnny Hallyday, par une collection de 27 CD réunissant les succès de l'artiste. La collection est un succès[réf. nécessaire]. 
En 2013, le magazine retente l'expérience avec Claude François grâce à la collaboration avec Culture Factory. La collection marche si bien qu'une intégrale sort peu de temps après les marchands de journaux, édités cette fois-ci par Universal Music.
Les deux collections se présentent sous le format de Vinyl Replica et pour Claude François, de nouveaux CD inédits font leurs apparitions.
Racheté par le groupe britannique Emap en 1994, Télé Star appartient par la suite au groupe italien Arnoldo Mondadori Editore (groupe Fininvest) qui édite également Télé Poche en France. La vente du titre à Reworld Media prend effet en février 2020.

## Contenu éditorial
- Grille complète des programmes télévisés des chaînes hertziennes françaises. Sélection des programmes télévisés pour le câble, la TNT et le satellite.
- Articles et rubriques : actualité des stars et de la télévision, jeux, …

## Tirage et diffusion
| Années                 | 2002      | 2003      | 2004      | 2005      | 2006      |
| ---------------------- | --------- | --------- | --------- | --------- | --------- |
| Tirage                 | 2 086 864 | 2 058 438 | 1 758 305 | 1 620 004 | 1 571 036 |
| Diffusion France payée | 1 648 334 | 1 651 477 | 1 353 839 | 1 274 151 | 1 235 264 |
| Diffusion Totale       | 1 798 722 | 1 794 104 | 1 490 019 | 1 404 249 | 1 358 860 |

## Financement
En 2011, Téléstar reçoit 4 790 124 € d'aide à la presse.